# Американская меховая компания

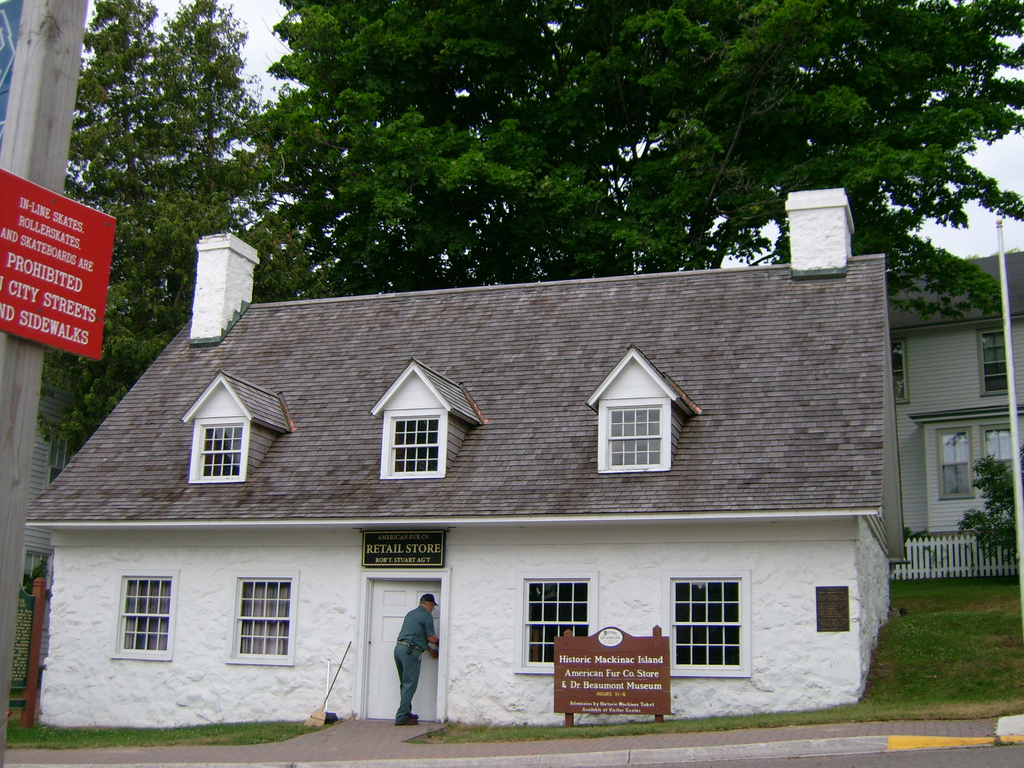
Бывшая штаб-квартира Американской меховой компании

Америка́нская мехова́я компа́ния (англ. American Fur Company) — североамериканская компания, основанная Джоном Джейкобом Астором в 1808 году для занятия пушным промыслом. В своё время была монополистом меховой торговли в США и одним из крупнейших предприятий этой страны. Была одним из первых крупных картелей американского бизнеса. Ликвидирована в 1842 году.

## История
Американская меховая компания развилась из сети точек торговли мехом на Среднем Западе, в районе Великих озёр и Северо-Западе США. Компания учредила дочерние компании для управления бизнесом в регионах: Юго-Западная компания отвечала за торговлю мехом на Среднем Западе США, Тихоокеанская компания — на Северо-Западе США. На начальном этапе функционирования она конкурировала с большими канадскими и британскими мехоторговыми компаниями: Компанией Гудзонова залива и Северо-Западной компанией. Во время Англо-американской войны 1812—1814 годов многие торговые точки Американской меховой компании были захвачены британцами (преимущественно на Северо-Западе США).
Одной из первых установила деловые отношения с Российско-американской компанией (РАК), заключив с ней четырехлетний договор (20 апреля / 2 мая 1812 года). Стороны обязались не мешать деятельности друг друга и не продавать местному населению и индейцам оружие. Кроме того, Американская меховая компания брала на себя обязательство снабжать колонии Русской Америки всеми необходимыми товарами и продовольствием, а РАК, со своей стороны, обязалась не приобретать эти товары у других компаний. Международные события тех лет (войны США с Англией и России с Францией) воспрепятствовали успешной реализации этих договоренностей.
Некоторое время казалось, что компания близка к краху, но после войны Соединённые Штаты запретили иностранным торговцам операции на своей территории. Это решение освободило Американскую меховую компанию от конкуренции с канадцами и британцами и фактически установило её монополию в районе Великих озёр и на Среднем Западе. В 1820-х годах компанию расширила зону свой монопольной власти на территории Великих равнин и Скалистых гор. Для увеличения эффективности своего бизнеса Американская меховая компания способствовала разорению более слабых конкурентов либо скупала их. К 1830 году она имела почти полный контроль над торговлей мехом в США.
Однако её триумф был недолгим. Столкнувшись с изменением моды и спадом спроса на меховые изделия, в 1834 году основатель компании Джон Джейкоб Астор покинул её. Компания была разделена: Тихоокеанская меховая компания стала независимой, а подразделение на Среднем Западе продолжало именоваться Американской меховой компанией. Его главой стал Рэмси Крукс, который в целях снижения издержек закрыл множество торговых точек.
В течение 1830-х годах конкуренция в этом бизнесе возрастала, а возможности добычи меха на Среднем Западе снизились. В конце 1830-х гг. Компания Гудзонова Залива попыталась разрушить Американскую меховую компанию, способствуя истощению запасов мехов в регионе Скалистых Гор и продавая меха по заниженным ценам. В то же время к 1840-м годам мода на мех в Европе прошла. В результате Американская меховая компания не смогла справиться с совокупностью этих факторов и, несмотря на попытки увеличить прибыль диверсифицируя свою деятельность, в частности, в таком направлении как добыча свинца, компания прогорела. Активы компании были разделены на несколько более мелких частей, большинство из которых обанкротилось к 1850-м годам.

## Значение
Во время своего расцвета Американская меховая компания была одним из крупнейших предприятий США. Джон Джейкоб Астор стал богатейшим человеком в мире. На сегодняшний день Астор остаётся четвёртым по размеру своего состояния американцем за всю историю. Его опередили только Джон Дэвисон Рокфеллер, Эндрю Карнеги и Корнелиус Вандербильт. Астор был основателем библиотеки Астора в Нью-Йорке, которая позднее объединилась с библиотекой Ленокса в Нью-Йоркскую публичную библиотеку. Американская меховая компания способствовала заселению и экономическому развитию Среднего Запада и Запада США. Многие города на Западе, например, Астория в штате Орегон, выросли из торговых точек Американской меховой компании. В целом она сыграла важную роль в экспансии и развитии Соединённых Штатов Америки.